# Sofia de Luxemburgo
Sofia do Luxemburgo (14 de fevereiro de 1902 - 24 de maio de 1941) foi um princesa de Luxemburgo por nascimento e princesa da Saxônia por casamento. 

## Biografia
Sofia foi a filha mais nova de Guilherme IV de Luxemburgo e sua esposa a Maria Ana de Bragança, Grã-duquesa do Luxemburgo. Suas duas irmãs mais velhas eram as grãs-duquesas Maria Adelaide e Carlota.

## Casamento
Sofia se casou com o príncipe Ernesto da Saxônia, filho mais novo de Frederico Augusto III e sua esposa arquiduquesa Luísa da Toscana em 12 de abril 1921 em Schloss Hohenburg. Sofia e Ernesto tiveram três filhos:
- Dedo da Saxônia (9 de maio de 1922)
- Timo da Saxônia (22 de dezembro de 1923 - 22 de abril de 1982) casou com Margrit Lucas em 7 de agosto de 1952 em Mülheim, com descendência. Ele casou-se novamente com Charlotte Schwindack em 3 de fevereiro de 1966 e se divorciou em 6 de fevereiro de 1973. Casou-se novamente com Erina Eilts em 26 de março de 1974, com descendência ilegítima.
- Gero da Saxônia (12 de setembro de 1925 - 10 de abril de 2003)

Sofia morreu no dia 24 de maio de 1941 aos 39 anos, em Munique de pneumonia. Após a sua morte, Ernesto casou em segundo lugar e morganaticamente para Virginia Dulon em 28 de Junho de 1947, em Paris.

## Títulos e estilos
- 14 de fevereiro de 1902 - 12 de abril 1921 : Sua Alteza Grão-ducal a princesa Sofia do Luxemburgo
- 12 de abril de 1921 - 24 de maio de 1941 : Sua Alteza Real a princesa Sofia da Saxônia